# Satu Salonen
Satu Maarit Anneli Salonen (Vahto, 27 de febrero de 1973) es una deportista finlandesa que compitió en esquí de fondo.
Ganó una medalla de bronce en el Campeonato Mundial de Esquí Nórdico de 1997, en la prueba de relevo. Participó en dos Juegos Olímpicos de Invierno, ocupando el séptimo lugar en Nagano 1998 y el séptimo en Salt Lake City 2002, en la misma prueba.

## Palmarés internacional
| Campeonato Mundial | Campeonato Mundial  | Campeonato Mundial | Campeonato Mundial |
| Año                | Lugar               | Medalla            | Prueba             |
| ------------------ | ------------------- | ------------------ | ------------------ |
| 1997               | Trondheim (Noruega) | Medalla de bronce  | Relevo 4 × 5 km    |